# 喬·墨菲
喬·墨菲（英語：Joe Murphy；1981年8月21日—）是一位愛爾蘭足球運動員，在場上的位置是守門員。他現在效力於英乙球隊特兰米尔。他在2014年轉會哈德斯菲爾德。

## 外部連結
- 足球数据库：喬·墨菲的球员统计数据